# Демидович, Иван Францевич
Иван Францевич Демидович (25 сентября 1930 — после 2015) — конструктор автомобилей МАЗ, лауреат Государственной премии СССР 1970 года.
Родился 25 сентября 1930 года в городе Борисов (сейчас — Минская область Белоруссии).
Окончил Минский автомеханический техникум (1949) и Ленинградский заочный индустриальный институт по специальности «Автомобили и тракторы» (1950—1957).
С 3 августа 1949 по май 2006 года работал на Минском автомобильном заводе:
- 03.08.1949 инженер-конструктор
- 22.04.1953 старший конструктор ОГК;
- 01.06.1954 ведущий конструктор СКВ ОГК;
- 12.12.1960 начальник конструкторского бюро ходовой части ОГК;
- 15.02.1971 заместитель главного конструктора завода;
- 18.11.1980 первый заместитель главного конструктора — начальника управления.

В мае 2006 года вышел на пенсию.
За создание конструкции унифицированного семейства высокопроизводительных большегрузных транспортных автомобилей, автопоездов и автосамосвалов МАЗ-500 и организацию их производства в 1970 году присуждена Государственная премия СССР в области науки и техники.
Награждён орденом Дружбы народов (31.03.1981) — за участие в создании самоходного разбрасывателя удобрений МВУ-30, серебряной медалью ВДНХ (17.12.1984).
Сочинения:
- Грузовые автомобили: Проектирование и основы конструирования. 1-е изд. / Ю. Ю. Беленький, М. С. Высоцкий, Л. Х. Гилелес, И. Ф. Демидович, С. Г. Херсонский, А. И. Титович. — М.: Машиностроение, 1979.
- Основы проектирования автомобилей и автопоездов большой грузоподъёмности / Ю. Ю. Беленький, М. С. Высоцкий, Л. Х. Гилелес, И. Ф. Демидович, С. Г. Херсонский, А. И. Титович. — Минск, 1980. — 200 с.
- Магистральные автопоезда Минского автомобильного завода / [М. С. Высоцкий, И. Ф. Демидович, Л. Х. Гилелес и др.]. — Москва, 1988.